# Крохмаль
Крохма́ль (лат. amylum), (С6Н10О5)n — рослинний високомолекулярний полісахарид амілози і амілопектину, мономером яких є глюкоза. Резервний гомополісахарид рослин. Нагромаджується в результаті фотосинтезу у плодах, зерні, коренях і бульбах деяких рослин як запасна нерозчинна форма вуглеводів.
Види крохмалю: картопляний, кукурудзяний, амілопектиновий, пшеничний, рисовий, гороховий, тапіоковий, модифікований і ін.

## Етимологія
Походить від нім. Kraftmehl «крохмаль». До російської, української та білоруської мов це слово прийшло з польської (krochmal).

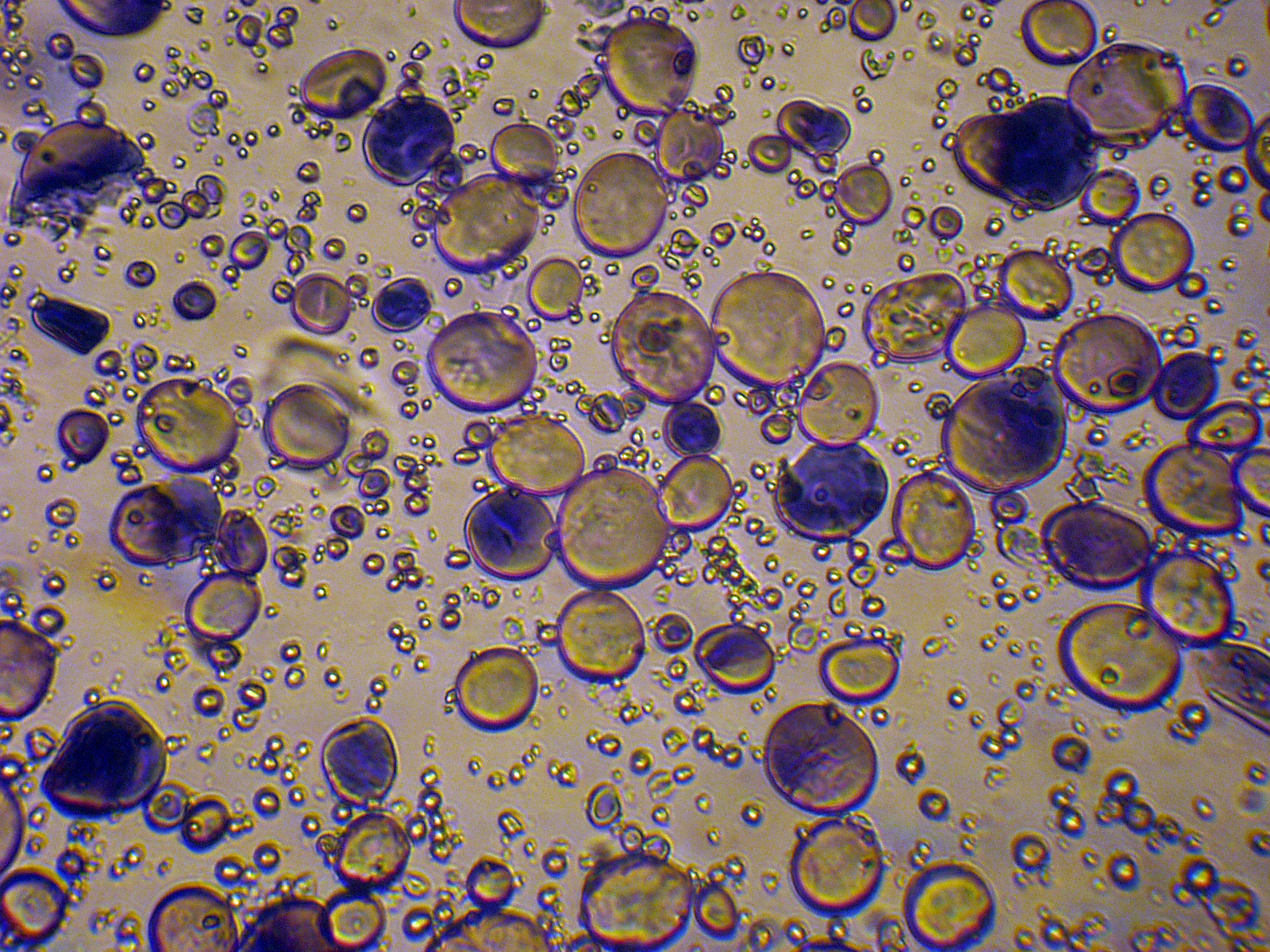
Пофарбовані йодом гранули пшеничного крохмалю. Сфотографовано через світловий мікроскоп

## Біологічні особливості
Найбагатше крохмалем зерно злакових рослин: рису (до 86 %), пшениці (до 75 %), кукурудзи (до 72 %), а також бульби картоплі (до 24 %) та зерно ячменю.
Для організму людини крохмаль поряд з сахарозою служить основним джерелом вуглеводів — одного з найважливіших компонентів їжі. Під дією ферментів крохмаль гідролізується до глюкози, яка окиснюється в клітинах до вуглекислого газу і води з виділенням енергії, необхідної для функціонування живого організму.
Відомо, що крохмаль активізує обмін жовчних кислот та сприяє виведенню холестеролу з організму.

## Фізичні властивості
Білий, хрусткий, аморфний і дуже гігроскопічний порошок без смаку і запаху. Зазвичай містить 10-20 % зв'язаної води, яку можна видалити висушуванням при 100–110 °C. Під мікроскопом — зернистий (гранулярний) порошок. Нерозчинний у холодній воді, ефірі, спирті; у гарячій воді набухає, і утворює колоїдний розчин, при охолодженні якого утворюється стійкий гель — крохмальний клейстер; із розчином йоду дає синє забарвлення (амілоза дає синє забарвлення, а амілопектин — від червоного до фіолетового). Реакція з йодом дає змогу виявити навіть мільйонну частину крохмалю в розчині. Молекули крохмалю неоднакові за розмірами.

#### Кристалічність
Про те, що крохмаль є напівкристалічним матеріалом, відомо ще з 1930-х років. За формою рентгенограм цільних гранул крохмалю, вони підрозділяються на три типи, які позначають літерами А, В і С. Крохмаль більшості зернових культур належить до типу А, крохмаль картоплі і інших коренеплодів, а також ретроградуйований крохмаль — до типу В, а крохмаль гороху і бобів — до типу С, який являє собою проміжну форму між типами А і В. Під дією тепла картопляний крохмаль типу В перетворюється в тип А. Коротші декстрини (12-15 глюкозних одиниць) можуть належати до будь-якого із цих трьох типів в залежності від характеру їх кристалізації.
Одним із інструментальних способів дослідження крохмалю ефективно використовується метод дифракції рентгенівських променів.

#### Подвійне заломлення світла

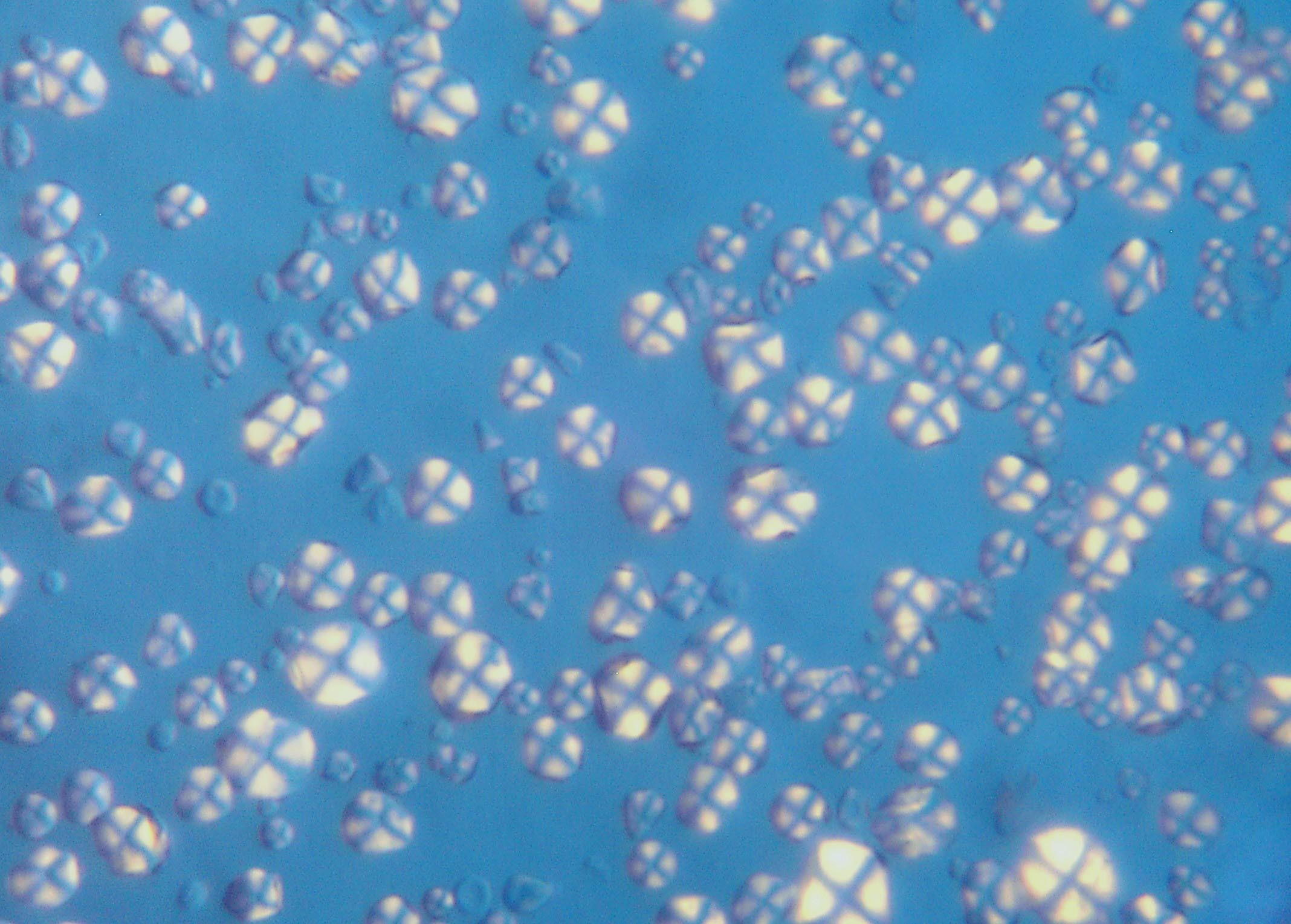
Крохмаль в поляризованому світлі при 800x збільшенні. Простежується подвійне заломлення променів у характерній формі «мальтійського хреста»

При розгляданні крохмалю в поляризованому світлі спостерігається подвійне заломлення променів, яке має характерну форму «мальтійського хреста». Причиною такого заломлення є високоорганізована структура гранул крохмалю, яку не треба плутати з кристалічністю. Навіть дуже добре організовані молекулярні структури можуть не бути кристалічними, але вони володіють властивістю подвійного заломлення променів — целюлоза в аркуші паперу є напівкристалічною, а кристали самі по собі є двоякопереломлюючими (впорядкованими), але через те, що кристали орієнтовані невпорядкованим чином, папір властивістю подвійного променезаломлювання не володіє.

## Хімічний склад крохмалю
Крохмаль містить полісахариду 97-99 %, білкових речовин 0,3-1,5 %, клітковини 0,2-0,7 %, зольних речовин (фосфати, силікатні кислоти) 0,3-0,6 %.
В складі товарного крохмалю можуть бути наявними другорядні компоненти, але вони присутні в настільки малих кількостях, що не зовсім ясно, чи є вони складовими крохмалю, представленими в ньому дуже малих кількостях, чи домішками, недостатньо ретельно видаленими в процесі виділення. Тим не менш, такі другорядні компоненти, незважаючи на їх надзвичайно малу кількість, можуть суттєво впливати на якості крохмалю.
В крохмалі знайдено 0,6 % жирних кислот (пальмітинову, стеаринову і ін.). В крохмалях, які випускаються промисловим способом із зернових культур, міститься мала кількість ліпідів, які, як правило, є полярними. Для їх виділення необхідні полярні розчинники, водний розчин метилового спирту. Зазвичай, вміст ліпідів в крохмалі із зернових культур складає 0,5-1 %, а виготовлених із незернової сировини — майже не містить.
Крім того, до складу крохмалю входять в незначних кількостях фосфор і азот. В зернових культурах основна маса фосфору представлена у вигляді фосфоліпідів. Відомо, що картопляний крохмаль етерифікується до глюкозних залишків, тоді як з крохмалями зернових культур цього не відбувається. У всіх видах крохмалів міститься дуже невелика кількість азоту (менше 0,05 %), частина якого входить до складу ліпідів, частина — до складу білків і, можливо, до складу залишків ферментів, які беруть участь в синтезі крохмалю.
Крохмаль в основному являє собою полімери α-D-глюкози, які з хімічної точки зору можна розділити як мінімум на два типи: амілозу (в цілому лінійний полімер) і амілопектин (сильно розгалужений полімер). Тобто, молекула крохмалю складається з двох хімічно-незалежних частин (полісахариди): амілози (20-30 %) і амілопектину (70-80 %), співвідношення яких залежить від природи рослин:
- у кукурудзяному крохмалі амілоза становить 25 % всієї маси речовини, а амілопектин — 75 %. У воскоподібній кукурудзі — більше 95 % амілопектину.[6] Вирощують кукурудзу і з 75 % амілози.
- у картопляному крохмалі амілози — 20 %, а амілопектину — 80 %, що надає йому специфічних властивостей.
- крохмаль яблук — із 100 % амілози.[6]

Амілоза та амілопектин різняться між собою хімічною будовою. Проте, обидва полісахариди складаються із глюкозних залишків, з'єднаних між собою утворюючи лінійні або розгалужені ланцюги. У зернах крохмалю молекули амілози та амілопектину утворюють прошарки із кристалічною та аморфною будовою. Енергія взаємодії окремих груп атомів у зерні крохмалю залежить від розташування амілози та амілопектину та їх співвідношення.
У гарячій воді крохмаль набрякає. При цьому амілоза переходить у розчин, а амілопектин утворює колоїдний розчин (клейстер). Амілоза розчиняється у гарячій воді, не утворює клейстеру; з йодом дає синій колір. Амілопектин не розчиняється у воді, а набухає та утворює клейстер. При забарвлюванні амілопектину йодом він набуває від червоного до фіолетового кольору. Молекули цих двох полісахаридів складаються з залишків глюкози, які з'єднані в довгі ланцюжки. Чим довші ланцюжки амілози, тим гірше вона розчиняється. В молекулі амілози таких залишків у середньому понад 1000, у молекулі амілопектину — набагато більше.
Під дією ферментів або нагрівання з кислотами — піддається гідролізу.
Як розчинники крохмалю використовують холодну соляну, надхлорну, трихлороцтову, сульфосаліцилову кислоти, розчини CaCl2, ZnCl2, MgCl2, луги, гліцерин, формамід і ін..
При повному гідролізі у промисловості одержують глюкозу, а проміжними продуктами можуть бути олігосахариди, мальтоза (К.Кірхгофф, 1814 р.):
| (С6Н10О5)n |  | Н2О {\displaystyle \longrightarrow {}} 180 °C |  | (С6Н10О5)m Декстрини |  | Т°C {\displaystyle \longrightarrow {}} |  | n/2 С12Н22О11 Мальтоза |  | Н+ {\displaystyle \longrightarrow {}} |  | nС6Н12О6 Глюкоза |

Під дією амілаз у травному каналі людини і тварин крохмаль піддається гідролізу та розщеплюється з утворенням глюкози та мальтози, що розщеплюється мальтазою до глюкози, яка засвоюється організмом.

## Вміст крохмалю в рослинах
| Назва рослини                                  | Частина рослини           | Вміст крохмалю (до) | Вміст цукру | Примітки                        |
| ---------------------------------------------- | ------------------------- | ------------------- | ----------- | ------------------------------- |
| Рогіз широколистий (Typha latifolia)           | сухі кореневища           | 58 % (25-58 %)      | 10 %        | -                               |
| Цетрарія ісландська (Cetraria islandica)       | наземна частина           | 44 %                | %           | (крохмаль: ліхенін)             |
| Гліцерія (Glyceria)                            | зернівки                  | 75 %                | ?           | -                               |
| Кукурудза (Zea mays L.)                        | насіння                   | 71 %                | ?           | -                               |
| Хлібне дерево (Artocarpus altilis)             | сушена м'якоть плодів     | 80 % (60-80 %)      | 14 %        | -                               |
| Латаття біле (Nymphaea alba)                   | кореневище                | 49 %                | 20 %        |                                 |
| Овес (Avena)                                   | зерно                     | 60 %                | ?           | Овес посівний (Avena sativa L.) |
| Сусак (Butómus umbellátus)                     | кореневище                | 60 %                | ?           |                                 |
| Водяний горіх (Trapa natans)                   | горіх                     | 55 %                | ?           |                                 |
| Батат (Ipomoea batatas L.)                     | бульби                    | 72 %                | ?           |                                 |
| Сорго (Sorghum)                                | зерно                     | 74 %                | ?           |                                 |
| Маніок (Manihot)                               | бульби                    | 77 %                | ?           |                                 |
| Горох (Pisum)                                  | зерно                     | 40 %                | ?           |                                 |
| Ячмінь (Hordeum L.)                            | зерно                     | 75 %                | ?           |                                 |
| Картопля (Solanum tuberosum)                   | бульби (в сухій речовині) | 82 %                | ?           |                                 |
| Сагові пальми (рід. лат. Cycas)                | серцевина пальми          | ?                   | ?           |                                 |
| Рис (Oryza)                                    | зерно                     | 89 %                | ?           |                                 |
| Жито (Secale)                                  | зерно                     | 72 %                | ?           |                                 |
| Пшениця (Triticum L)                           | зерно                     | 74 %                | ?           |                                 |
| Алтея лікарська (Althaea officinalis L.)       | корені                    | 37 %                | 10 %        | (10 % сахарози)                 |
| Стрілиця звичайна (Sagittaria sagittifolia L.) | бульби                    | 35 %                |             |                                 |

### Крохмаль в рослинних клітинах
Крохмаль є запасним полісахаридом багатьох вищих рослин. Крохмаль поділяється на первинний (асиміляційний), транзиторний, вторинний (запасний) та оберігальний (зберігальний).
Асиміляційний, або первинний крохмаль утворюється в хлоропластах та швидко гідролізується діастазою до глюкози. Він потрібен для забеспечення хлоропласта енергією у вигляді вуглеводів. Причина за якої вуглеводи у хлоропласті не зберігаються у вигляді глюкози, полягає у тому, що велика кількість моносахаридів значно підвищила б осмотичний тиск всередині хлоропласта, що призвелом б до його набухання та розриву мембрани хлоропласта.
Транзиторний крохмаль утворюється тимчасово на шляхах переміщення вугледів до місць їхнього зберігання.
Запасний, або вторинний крохмаль накопичується у великій кількості в спеціалізованих запасаючих тканинах і органах (ендоспермі та сім’ядолях, паренхімних клітинах деревини стебла та кореня, бульбах, цибулинах, кореневищах), звідки він поступово мобілізується для життєвих потреб рослинного організму. 
Оберігальний (зберігальний) крохмаль знаходиться: в клітинах кореневого чохлика, що зумовлює його позитивний геотропізм, тобто просування кореня в глибину грунту; в ендодермі стебла, зумовлюючи його позитивний геліотропізм, тобто ріст угору, до сонця. Невеликі гранули оберігального крохмалю, під дією сили тяжіння, накопичуються лише на одному полюсі клітин кореневого чохлика або ендодерми стебла та забеспечують рослині "відчуття" верху та низу. Подібну роль у внутрішньому вусі людини та інших ссавців відіграють сателіти. Оберігальний крохмаль не витрачається навіть при голодуванні рослини. 

### Гранули крохмалю
Крохмаль міститься в рослинах у вигляді крохмальних зерен. Крохмаліні зерна синтезуються в пластидах. Пластиди, які містять крохмаль називають амілопластами. В пшениці, кукурудзі, житі, ячміні, сорго, просі, картоплі, квасолі та молочаї крохмаль представлений простими крохмальними зернами — кожене крохмальне зерно складається з однієї гранули. У рису, вівса та гречихи крохмальні зерна складені — кожене зерно містить багато гранул.
У жита, пшениці і ячменю розрізняють два типи гранул крохмалю: крупні — двояковипуклі (лінзоподібні) гранули, та невеликі — сферичної форми. В ячменю двояковипуклі гранули формуються в період перших 15 днів після запилення, а з 18-го по 30-й день — після запилення з'являються маленькі гранули, які складають 88 % від загальної кількості гранул. У пшениці і ячменя кожена пластида спочатку формує велику двояковипуклу гранулу крохмалю. Після цього пластида формує утворюються випуклості, в яких проходить формування маленьких гранул крохмалю. Ці значно менші амілопласти відділяються від материнської пластиди через утворення перетяжки.

## Отримання крохмалю
Крохмаль одержують з картоплі і рису, рідше — з інших зернових. Саго — крохмалистий продукт з деревини сагової пальми, а також деяких саговників.
У тропіках вирощують багато крохмаленосних рослин: батат, ямс, таро, маніок та інші.
Щоб добути крохмаль, потрібно зруйнувати клітинні стінки й добути сік. Для цього сировину подрібнюють на тертках, отримуючи кашку. Щоб виділити вільний крохмаль, кашку багаторазово промивають на ситах в ситових апаратах. Ситові апарати в п'ять ступенів проводять розділення продукту на мезгу та крохмальну суспензію (крохмальне молоко) різної концентрації. Крохмальне молоко рафінують (очищують). Після цього виділений крохмаль багаторазово промивають чистою водою на спеціальних центрифугах-пурифікаторах або гідроциклонах.
У виробництві картопляного крохмалю застосовують процеси очищення картоплі від легких і важких домішок, мийки, подрібнення, виділення клітинного соку, ситування і промивання, центрифугування і сушки.
З картопляного крохмалю можна отримати окремо амілозу (суперлозу) і амілопектин (ромалін). Для цього на крохмаль діють розчинами солей MgSO4, (NH4)2SO4, Na2SO4, які містять н-бутиловий спирт, при 120 °С. Після цього амілозу осаджують при 70 °С, а амілопектин — при 20 °С.
У виробництві кукурудзяного крохмалю існує два способи: сірчистокислотний і лужний. По першому способу кукурудзяне зерно замочують в 0,1-0,2 % водному розчині сірчистої кислоти при 48-50 °С протягом двох діб, зерно промивають, грубо подрібнюють, виділяють зародок, тонко подрібнюють, промивають крохмаль на ситових апаратах, відокремлюють від дрібної і крупної мезги, глютену (на сепараторах), промивають на вакуум-фільтрах, центрифугують, висушують або переробляють на крохмалепродукти. За другим способом кукурудзу замочують у водному розчині лугу, промивають, подрібнюють, крохмаль виділяють і проминають на ситових апаратах, центрифугують, висушують або направляють без висушування на переробку.

### Фракціонування крохмалю
Для розділення крохмалю на його компоненти, амілозу і амілопектин, використовують два основних способи. Амілозу можна вибірково вилуговувати з гранул, нагрітих трохи вище температури клейстеризації. При вищих температурах вилуговується не тільки амілоза, а й амілопектин, через що потрібне додаткове очищення. Фракції, одержувані вилуговуванням, важко піддаються кількісній оцінці, але якщо перед процесом водного вилуговування обробити крохмаль гарячим водним розчином бутанолу, то здатність амілопектнна до розчинення знизиться, в результаті чого буде виділено більшу кількість амілози.
Іншим методом є повне диспергування гранул з наступним розділенням компонентів. Крохмалі злаків дуже важко диспергувати повністю — для цього необхідно, щоб суміш протягом декількох годин перебувала в автоклаві при температурі близько 130 °С. У цих умовах необхідно запобігти розщепленню крохмалю, тобто знежирити його, буферизувати і захистити від дії кисню. Існує кілька видів попередньої обробки крохмалю, що дозволяє його диспергувати повністю. Для цього можна використовувати, наприклад, рідкий аміак, диметилсульфоксид або лужний розчин. Після повного диспергування крохмалю найчастіше для виділення амілози її осаджують у вигляді комплексів з n-бутанолом або тимолом. Для отримання чистої амілози необхідно кілька разів виконати повторне осадження. Амілопектин можна отримати ліофілізацією або осадити спиртом.
Див. також: Отримання кукурудзяного крохмалю

## Зберігання
Зберігають крохмаль у чистих, сухих, добре провітрюваних складах, без стороннього запаху, не заражених шкідниками. Оптимальною для зберігання вважають 70%-ну відносну вологість повітря, хоч допускається до 75 %, і температуру близько 10 °C. У цих умовах стандарти передбачають зберігання картопляного та кукурудзяного крохмалю 2 роки, а пшеничного — 1 рік. Триваліше зберігання суттєво знижує клейстеризуючу здатність крохмалю. У приміщеннях з підвищеною відносною вологістю повітря він зволожується, а внаслідок мікробіологічних процесів і псування набуває спочатку кислуватого, затхлого, а потім і гнильного запаху.

## Застосування

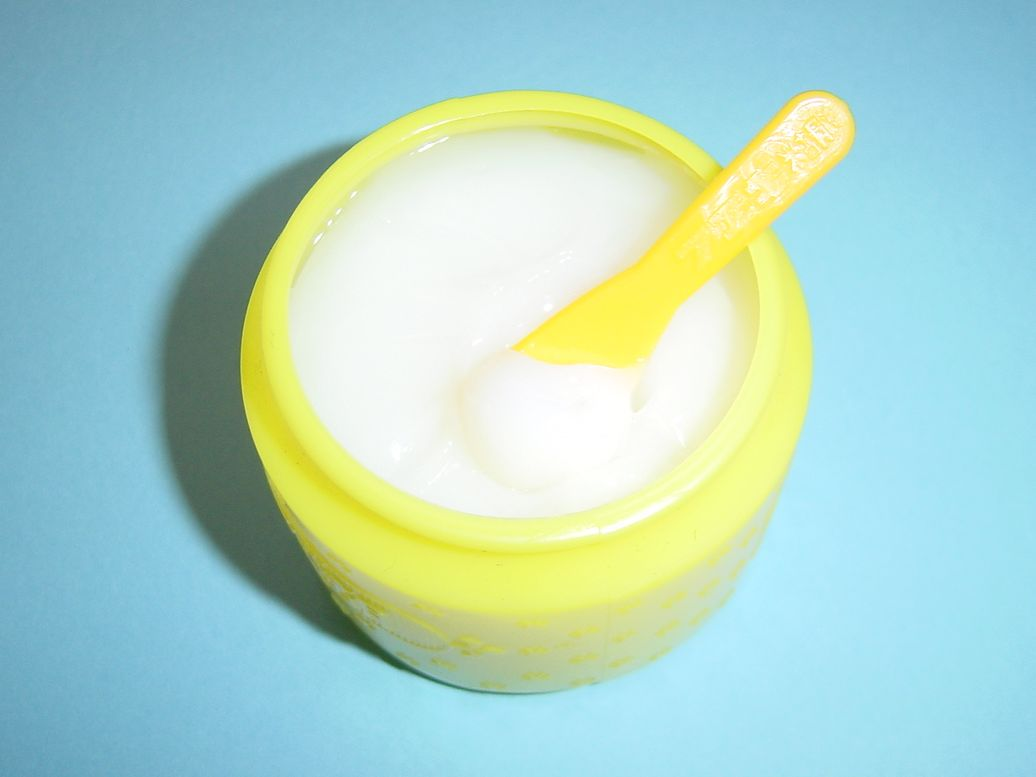
Крохмальний клей

Крохмаль України, 2010 р.

Крохмаль сільськогосподарських культур є провідним компонентом раціону людини, важливою сировиною для харчової, фармацевтичної та технічних галузей промисловості: текстильній, нафтовій, паперовій і ін.
Крохмаль широко застосовується в харчовій галузі як загущувач (E1404), при виробництві патоки різного вуглеводного складу, для одержання декстринів, глюкози (кристалічної глюкози, глюкозного концентрату, глюкозно-фруктозного сиропу, етанолу, та інших продуктів бродіння. Крохмаль зі ступенем гідролізу (по глюкозі) менше 5 % — мальтодекстрин — використовується як стабілізатор у виробництві майонезу. У виробництві цукрових кондитерських виробів крохмаль використовують як рецептурний компонент рахат-лукуму, а також як формувальний компонент для цукерок і драже.
Комплексна переробка крохмалю: крохмаль гідролізується до глюкози, яка ізомеризується у фруктозу та гідруванням перетворюється у сорбіт, або йде на отримання інших продуктів — етанолу, молочної кислоти, лимонної кислоти; гідролізат змішується з волокнами для кормів худобі.
Сировиною для виробництва кристалічної глюкози є крохмаль, отриманий з кукурудзи, чи пшениці, хоча може бути використаний і картопляний крохмаль. Однак картопляний крохмаль є незамінною сировиною в інших галузях промисловості і для виробництва глюкози не використовується. Основна сировина для виробництва кристалічної глюкози — кукурудзяний крохмаль.
Крохмаль використовують як клей, як мікробіологічне середовище при одержанні різних ензимів, антибіотиків, вітамінів, а також як основа штучних біодеградабельних біополімерів.
У лікарській практиці крохмаль дуже часто використовують як наповнювач і субстрат для виготовлення таблеток (як наповнювач у твердих лікарських формах) і облаток та у пастах, у присипках та мазях застосовують при хворобах шкіри, у вигляді відвару (клейстеру) — при захворюваннях травного каналу як обволікуючий засіб. Крохмаль та декстрини (продукти неповного гідролізу лінійних полісахаридів) позитивно впливають на холестериновий обмін, поліпшують травлення. Він входить як важливий компонент практично до всіх дієт. Також розчини крохмалю є часткою інфузійних розчинів, які використовують для лікування невідкладних станів.
Основний об'єм крохмалепродуктів готують з кукурудзи, на частку якої припадає 45 млн т, решту сировинної бази складає тапіока (5 млн т), пшениця (4 млн т) і картопля (2,5 млн т).
Амілопектин придатний для виробництва плівок і упаковочного матеріалу, які можна після використання повністю компостувати.

## Зміни крохмалю

### Клейстеризація
Нагрівання крохмалю при наявності води викликає клейстеризацію, тобто руйнування нативної структури крохмальних зерен. Цей процес проходить трьома стадіями:
1. Підчас нагрівання суспензії до температури 50-55 °С крохмальні зерна набухають, поглинаючи до 50 % води від маси крохмалю, але зберігають форму і шарову будову.[11] Порушення внутрішньої структури незначне.
2. При подальшому нагріванні (до температури 60-80 °С) відбувається сильне пошкодження нативної структури крохмальних зерен. Зникає шарова будова, зерна збільшуються в об'ємі в декілька десятків разів і перетворюються в пухирці, наповнені розчином амілози і амілопектину, а в'язкість суспензії різко збільшується і вона перетворюється в клейстер. Тому цей процес називається клейстеризацією.[11] Частина розчину переходить у навколишнє середовище. В результаті все більшого набухання крохмальних пухирців кількість води ззовні сильно зменшується, а клейстер стає більш в'язким. Для кожного виду крохмалю характерна своя температура клейстеризації, при якій більшість зерен у суспензії поглинає максимальну кількість води.
3. Нагрівання клейстеру вище 80 °С надлишком води призводить до розпаду крохмальних зерен — пухирці лопають і в'язкість клейстеру знижується.

Наявність у воді солей, цукрів, спиртів та інших речовин впливає на температуру клейстеризації. Кухонна сіль навіть у малих концентраціях підвищує температуру клейстеризації і зменшує набухання зерен.
В залежності від співвідношення крохмалю і води одержують клейстери у вигляді гелю або золю.

#### В кулінарії
Клейстер у вигляді гелю утворюється коли крохмальні пухирці тісно скріплені між собою внаслідок майже повного поглинання ними води. У приготуванні їжі щільні гелі можуть бути в киселях при наявності в них 6-8 % крохмалю, а ще щільніші гелі утворюються в процесі варіння круп, бобових, макаронних виробів, картоплі, коли крохмаль поглинає максимальну кількість води.
Крохмальні золі різної в'язкості служать основою киселів рідкої і середньої консистенції (вміст крохмалю від 2 до 5 %), солодких супів, соусів (вміст крохмалю до 2 %).
У тісті, при випіканні кондитерських виробів, води мало, тому крохмаль досягає лише першої стадії клейстеризації.
Крохмаль із картоплі дає прозорий клейстер, а із зернових (кукурудзи) — непрозорий.
Під час теплової обробки картоплі клейстеризація крохмалю відбувається за рахунок вологи, яку виділяють білки клейковини, що зсілися. Під час варіння каш, макаронних виробів крохмаль клейстеризується за рахунок вологи навколишнього середовища. Цим пояснюється збільшення маси крупи і макаронних виробів під час варіння.
При охолодженні і зберіганні в охолодженому стані крохмалевмісних виробів вміст у них розчиненої амілози зменшується і вироби черствіють (хліб, каші, борошняні вироби), тобто відбувається старіння оклейстеризованого крохмалю.

### Декстринізація
Декстринізація відбувається під час сухого нагрівання крохмалю при температурі вище 120 °С.
У кулінарії декстринізація здійснюється на поверхні виробів з утворенням жовтувато-коричневої скоринки під час смаження картоплі, борошняних виробів, пасерування борошна.

#### Гідроліз
Гідроліз — розпад крохмальних полісахаридів з приєднанням води. Він може відбуватися під час нагрівання з водою в присутності кислот (кислотний гідроліз) або під дією ферментів амілози (ферментативний). Кінцевими продуктами гідролізу крохмалю є глюкоза і мальтоза.
Ферментативний гідроліз відбувається під час варіння картоплі, замішування і випікання тіста. При цьому цукри переходять у відвар. Кислотний гідроліз крохмалю відбувається під час варіння соусів, киселів з ягід.
При гідролізі крохмалю послідовно утворюються дисахариди і декстрини, що надалі перетворюються в моносахариди, із яких переважає глюкоза.
Крохмаль при швидкому нагріванні розщеплюється до декстринів формули (С6Н10О5)х, де х — число глюкозних залишків в декстрині набагато менше, ніж в формулі крохмалю. При додаванні кислот процес пришвидшується. В залежності від глибини гідролізу (температури, концентрації і виду кислоти, ферментів), крохмаль розщеплюється до декстринів, мальтози, глюкози. Під час гідролізу крохмалю поступово утворюється розчинний крохмаль, декстрини, ди- і моноцукри.
У гідролізатах розрізняють такі декстрини: амілодекстрини — розчиняються 25%-ним, а осаджуються 40%-ним етиловим спиртом, з йодом дають фіолетово-синє забарвлення; еритродекстрини — розчиняються 55%-ним розчином, а осаджуються в 65 % етиловому спирті; ахродекстрини — розчиняються в 70%-ному етиловому спирті, йодом не забарвлюються; мальтодекстрини — спиртом не осаджуються, йодом не забарвлюються.
Незначно дикстринізований крохмаль, який дає з йодом синє забарвлення, краще розчиняється у воді у порівнянні зі звичайним крохмалем, називають розчинним крохмалем.
У промисловості застосовується гідроліз, який має ступінчатий характер.
Частковий гідроліз крохмалю до декстринів, для яких вже характерні властивості відновника, відбувається при швидкому нагріванні крохмалю з невеликою кількістю води (10-20 %).
Декстрини утворюються при випіканні хліба (поява скоринки), або при дії гарячої праски на накрохмалену тканину, внаслідок чого вона виблискує. При цьому, основне завдання процесу хлібовипікання полягає у перетворенні нерозчинного крохмалю у розчинні декстрини, які краще засвоюються людиною у процесі травлення.
При неповному гідролізі крохмалю одержують крохмальну патоку (вміст глюкози становить 60 %) або крохмальний цукор (вміст глюкози 70 %) для харчових потреб.

### Модифікація крохмалю
Модифікований крохмаль — це продукт з заданими властивостями.
У техніці перетворення крохмалю на глюкозу (процес оцукрювання) відбувається шляхом кип'ятіння його упродовж декількох годин із розчином сірчаної кислоти (каталітичний вплив сірчаної кислоти на оцукрювання крохмалю було винайдено в 1811 р. К. С. Кирхгофом). Щоб із утвореного розчину вилучити сірчану кислоту до нього додають крейду, утворюючи з сірчаної кислоти нерозчинний сульфат кальцію. Останній відфільтровують і речовину упарюють. Утворюється густа солодка маса — крохмальна патока, яка крім глюкози має значну кількість інших продуктів гідролізу крохмалю.
Патока використовується для приготування кондитерських виробів і для різноманітних технічних цілей.
Якщо потрібно отримати чисту глюкозу, то кип'ятіння крохмалю ведуть довше, ніж досягається повніше перетворення його на глюкозу. Отриманий після нейтралізації і фільтрування розчин згущують, поки з нього не почнуть випадати кристали глюкози.
Також в наш час проводять ензиматичний гідроліз крохмалю, з використанням альфа-амілази для отримання декстринів різної довжини, і глюкоамілази — для подальшого їх гідролізу з отриманням глюкози.
При нагріванні сухого крохмалю до 200–250 °C відбувається часткове його розкладання і виходить суміш менш складних ніж крохмаль полісахаридів (декстрин та інші).
Фізична зміна дозволяє отримувати крохмаль з високою здатністю утримувати вологу, що своєю чергою надає кінцевому продукту бажану консистенцію.
Крохмаль осаджується етиловим спиртом, утворює комплекси з йодом, дуже легко змінює ряд своїх властивостей при впливі температури, кислот, лугів, солей і інших хімічних реагентів. Ґрунтуючись на цьому, розроблено багато видів модифікованих крохмалів (фосфатні, оксиетилкрохмаль, диальдегідний поперечно зв'язаний, желюючий, попередньо клейстеризований, гіпохлоритний ін.)

## Селекція рослин
Оскільки амілоза і амілопектин мають різні споживчі властивості, селекцією намагаються створити сорти, які містять або амілозу, або амілопектин. Використання таких сортів, які містять лише одну форму крохмалю є дуже вигідним, адже відпадають затратні хімічні і фізичні способи на їх розділення.
В Україні селекціонерами Селекційно-генетичного інституту створена перспективна пшениця Ваксі, яка в будові молекул крохмалю має амілози 0 % та 100 % амілопектину. Крохмаль пшениці Ваксі має на 10 °C нижчу за звичайний крохмаль температуру клейстеризації, витримує процес заморожування-розморожування та краще засвоюється організмом людини.